# Émile François
Émile Theodore François (Jamoigne, 15 juni 1859 - Sint-Gillis, 17 juli 1908) was een Belgisch volksvertegenwoordiger.

## Levensloop
François promoveerde tot doctor in de rechten (1881) aan de ULB en werd advocaat.
In 1900 werd hij verkozen tot liberaal volksvertegenwoordiger voor het arrondissement Aarlen-Marche-Bastenaken en vervulde dit mandaat tot aan zijn vroegtijdige dood.
Hij was getrouwd met Sophie Gislain en ze hadden een zoon en twee dochters.